# عبد الله بن علي العيوني
الشَّيْخُ الْأَمِيرُ عَبْدُ اللَّهِ بْنُ عَلِيِّ بْنِ عَبْدِ اللَّهِ بْنِ عَلِيِّ بْنِ عَبْدِ اللَّهِ بْنِ مُحَمَّدِ بْنِ إِبْرَاهِيمَ بْنِ مُحَمَّدٍ الْمُرِّيُّ(1) الْعَبْدِيُّ(2) الرَّبِعِيُّ(3) الْعُيُونِيُّ(4) ويُعرف اختصارًا بـ عَبْد اللَّه بن عَلِيّ الْعُيُوني () أو عَبْد اللَّه الْعُيُونِي (غير معروف – 520 هـ / غير معروف – 1126 م) أوَّل أُمراء الدولة العيونية ومؤسسها وإليه تُنسب الأسرة العيونية، تولى حُكم الدولة العيونية قُرابة 50 سنة من سنة 469 هـ/1076 م حتى وفاته سنة 520 هـ/1126 م.
نشأ الأمير عبد الله بن علي في مدينة العيون ونُسِبَ إليها، وتغفل المصادر عن ذِكر حياته الشخصية من طفولته حتى شبابه وعادةً ما يُشار إليه في فترة ضعف فرقة القرامطة التي كانت تحكم بلاد البحرين، وعندما حلَّ الضَّعف في القرامطة استغل عددٌ من الأمراء ضعفهم ومن ضمنهم الأمير عبد الله العيوني وقاتلهم مدة سبع سنين إلى جانبه أسرته ومُساعداتٍ من السلاجقة والخلافة العبَّاسية.
استطاع الأمير عبد الله العيوني بعد إزالته لنفوذ القرامطة في الأحساء أن يُؤسِّس دولته ويتَّخذ الأحساء مقرًا لها وامتدَّت نفوذ دولته من كاظمة شمالًا في الكويت إلى قطر جنوبًا واستمرت قُرابة 167 سنة، ونَظَّم إدارة الحُكم في دولته والتي أخذت طابعًا وراثيًا قائمًا على مركز الدولة، فقد كانت الدولة العيونية لا يحكمها غير الأسرة العيونية وذرية عبد الله العيوني ولم يكن العاملون في مُختلف مناطق الدولة يحضون بحرية الإدارة وكانت جميع الأوامر ترجع إلى قرارات مركز الدولة في الأحساء.
من خلال تنظيمات عبد الله العيوني الإدارية استطاع التأثير على مُجتمع إقليم البحرين من ناحيته الدينية والاجتماعية، انتعشت المظاهر الدينية الإسلامية في عهده بعد أن كانت مُندثرة في عهد القرامطة وساهم في إعادة بناء المساجد وترميم المهدوم منها من قبل القرامطة، ومن ناحية اجتماعية أبطل عادة الماشوش التي ابتدعها القرامطة وكانت تُقام كل 10 مُحرَّم من السنة.
اقتصرت علاقات عبد الله العيوني الخارجية مع القوى المُجاورة في العراق والشام وصادفت فترة حُكمه النزاع الطائفي بين أهل السنة والجماعة والشيعة على الخلافة، حيث ظهرت قوتين متناقضتين ادَّعت كلٌّ منهما بخلافة المسلمين، وهما: الدولة العبَّاسية السنية والدولة الفاطمية الشيعية، وكانت علاقة عبد الله العيوني مع هاتين القوتين تعتمد على المصالح المُتبادلة حيث تتناقض علاقته بين الطرفين حسب المكاسب الاقتصادية ومعيار القوة بينهما، ومن هذا التناقض ظهر خلافٌ حول مذهبه بين الباحثين.
أثارت شخصية عبد الله العيوني جدلًا بين الباحثين وخصوصًا في اعتقاداته الدينية، وانقسم الباحثون إلى قولين في مذهبه وزعم فريقٌ إلى القول بتسنن عبد الله العيوني وزعم فريقٌ بتشيُّعه، والقائلون بتسننه زعموا أنه كان مالكي الفقه في حين القائلون بتشيعه اختلفوا فيما بينهم حول مذهبه الفقهي فزعم فريقٌ منهم أنه إسماعيلي الفقه وزعم فريقٌ أنه اثنا عشري الفقه.

## نشأته ونسبه
كانت أسرة آل إبراهيم أُسرةً بادية يرتحلون في صحراء شبه الجزيرة العربية بقيادة جدهم إبراهيم بن محمد ووقع اختيار مكان استقرارهم في مدينة العيون وبسبب ذلك عُرِفَت أسرة آل إبراهيم بعد استقرارهم في العيون فيما بعد بالعيونيِّين نسبةً إلى المدينة، وُلِدَ عبد الله العيوني في مدينة العيون في عهد القرامطة بين هذه الأسرة ولا يُعرف في أي سنة تحديدًا، أيضًا لا يُعرف الكثير عن حياة أفراد الأسرة العيونية سوى دورهم السياسي في منطقة البحرين، وانتسابهم قديمًا لجدهم الأكبر إبراهيم بن محمد وأنسابهم فقط ووَرَد أن نسب عبد الله العيوني هو كالتالي: «عبد الله بن علي بن محمد بن إبراهيم بن محمد المرِّي العبدي الربعي العيوني»، وأضاف بعض الأُدباء الباحثين على أن اسم جده وأبو جده حملا الاسمين الأول والثاني لعبد الله بن علي فيكون اسمه الكامل: «عبد الله بن علي بن عبد الله بن علي بن عبد الله بن محمد بن إبراهيم بن محمد العيوني»، واستشهدوا بقولهم من أبيات ديوان ابن المُقَرَّب العيوني يصرح في ذلك قائلًا:
على ما يبدو أن هذه الأسرة تولَّت إدارة بعض المناصب العالية في دولة القرامطة ووَرَد ذِكرٌ لأحد أفرادها يُدعى: «بشر بن مفلج العيوني» الذي تولى قيادة جيش القرامطة على إمارة آل الزجَّاج سنة 450 هـ/1058 م ولكن حملته فشلت.

## حُكمه

### قتاله القرامطة (462 – 469 هـ)

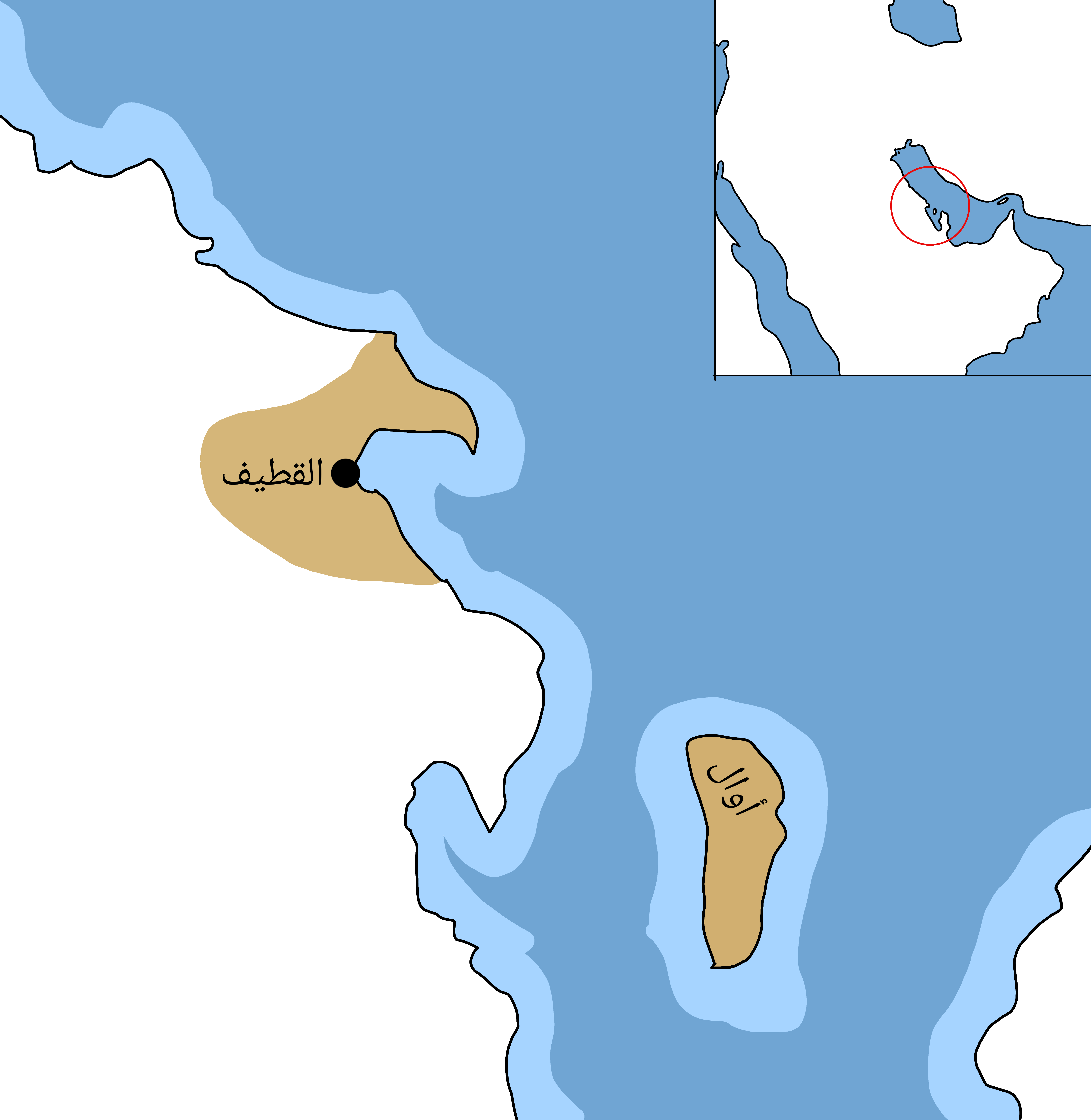
خريطة تُظهر إمارة آل عياش في أقصى اتساعًا لها في عهد زكريَّا بن يحيى آل عيَّاش، ثاني أُسرة انقلبت على الحُكم القِرمِطي للمنطقة.

تولى عبد الله العيوني مشيخة أسرته فأصبح شيخها وقائدها في مدينة العيون وكانت الأوضاع السياسية في منطقة البحرين تملأها الفوضى نتيجة ضعف حُكم القرامطة في المنطقة وانكماشهم نتيجة قتالهم المُستمر مع قبيلة المنتفق في شمال العِراق وظهور قوة السلاجقة في منطقة المشرق الإسلامي المُعادية لهم، وبسبب هذا الضعف ظهرت حركات متمردة على الحُكم القِرمِطي للمنطقة وكانت أوَّل تلك الحركات هي انقلاب أسرة آل الزجَّاج في جزيرة أُوَال عندما خطب أميرها أبو البهلول العوام ووزيرها مُحمَّد بن مسلم آل الزجَّاج للخليفة العبَّاسي مُظهرين ولاءهم له وخُروجهم من طاعة القرامطة، وكانت ثاني الحركات هي انقلاب أسرة آل عَيَّاش في القطيف عندما رأت نجاح أبو البهلول العوام في أُوال انقلبت على الحُكم القِرمِطي بقيادة أميرها يحيى بن العيَّاش ونجحوا في تأسيس إمارتهم في القطيف، تلك الحركات المُتمردة بيَّنت ضعف قوة القرامطة في المنطقة ما حفَّز شيخ العيونيين عبد الله العيوني إلى مُهاجمة مقر القرامطة في الأحساء ليؤسس دولته على أنقاضهم لأنه كان يطمح لتأسيس دولة تضم إقليم البحرين كاملًا، وبهذا يكون عبد الله العيوني وأسرته ثالث الأُسَر الحاكمة انقلابًا على الحُكم القِرمِطي.

#### معركة الخندق الأولى (462 هـ)
خسر القرامطة مواقع مهمة في إقليم البحرين، وهما: جزيرة أُوال ومدينة القطيف تدريجيًا، إضافةً إلى تخريب أبي البهلول العوام لميناء العُقَير التابع للقرامطة فلم يبقَ للقرامطة نُفوذٌ في المنطقة سوى مدينة الأحساء مركز دولتهم، وحاول القرامطة تحصين مدينتهم ولكن أهل الأحساء رفضوا طلبهم لذلك استعان القرامطة بقبائل اليمن ولبَّت بعض بطون قبائل قحطان نداء القرامطة ويُعتقد أنها قبيلة الأزد، وبذلك حَصَّن القرامطة مدينتهم بمُساعدة قبائل اليمن سنة 459 هـ/1066 م أي قبل انقلاب عبد الله العيوني بثلاث سنوات، بدأ عبد الله العيوني انقلابه في سنة 462 هـ/1069 م وتحرك مع أسرته من العُيون إلى حصن المحصنة قُرب الأحساء واتَّخذها مقرًا عسكريًا لحملاته على القرامطة، في البداية كان القتال بين الطرفين مُناوشات ليلًا ونهارًا حتى وقعت معركة قُرب نهر الخندق في نفس السنة عند حصون القرامطة الشمالية في الأحساء، لا يُعرف عدد جنود الطرفين سوى أن أعدادهم كانت كبيرة ووَرَد أن عدد فُرسان عبد الله العيوني أربعمائة فارس في هذه المعركة وكانت جنود القرامطة مُحصَّنةً بالدُّروع وتقاتل الطرفان في موقعٍ بين أسوار الحصن ومكان يُقال له باب الأصفر وانتهت المعركة بانتصار الأسرة العيونية وتحصُّن بقايا القرامطة في الأحساء.

#### الاستعانة بالخلافة العبَّاسية (465 هـ)

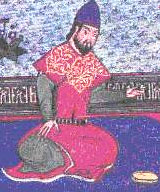
السُّلطان السَّلْجوقي ملكشاه ثالث سلاطين السلاجقة، وافق السلطان ملكشاه على مُساعدة عبد الله العيوني في قتال القرامطة في الأحساء.

بعد انتصار عبد الله العيوني في معركة الخندق توجه إلى حصنهم في الأحساء وحاصرها، ظنَّ أن أهل المنطقة سيقاتلون القرامطة إلى جانبه ولكن أهلها لم يساعدوه وتركوه يواجه مصيره، ونظرًا لقوة عبد الله العيوني الصغيرة التي كانت مكوَّنة من أسرته وبعض أفراد قبيلة عبد القيس فإنَّه لم يستطع اقتحام حصن القرامطة ورأى ضرورة طلب مُساعدات خارجية عوضًا عن أهل المنطقة، ورأى الخلافة العبَّاسية القوة المُناسبة التي تعينه على القرامطة نظرًا للعلاقات السيئة بين الطرفين وكان الحُكام الفعليين للخلافة وهم السَّلاجقة كارهين للشيعة الإسماعيلية والتي يُنتسب لها القرامطة، بسبب هذه النواحي راسلهم عبد الله العيوني وأرسل خطابًا لهم سنة 465 هـ/1072 م يطلب منهم المدد العسكري للإطاحة بالقرامطة في الأحساء وشرح لهم معاناة أهل المنطقة في ظل حُكم القرامطة ونوه إذا في حال انتصارهم على القرامطة سيعلن الولاء للخلافة العبَّاسية، وصل الخطاب إلى الخليفة العبَّاسي عبد الله القائم بأمر الله وسُلطان السلاجقة جلال الدولة ملكشاه ووزيره نظام المُلْك الطُّوسي ورأوا موافقة طلب عبد الله العيوني سيجلب لهم منفعة لمصالحهم في منطقة البحرين خصوصًا وأنه سيعلن ولاءه للخلافة العبَّاسية لهذا السبب وافقوا على مُساعدته وأرسلوا له سبعة آلاف فارس بقيادة القائد السَّلجوقي أكسك سلار(5) عبر طريق البصرة إلى الأحساء.
في حين انتظار عبد الله العيوني وصول الدعم العبَّاسي-السَّلجوقي إليه كان القائد أكسك سلار في مسيرته إليه وأثناء سيره هاجم مدينة القطيف وأراد استيلاءها ونهبها من الأموال مع القُرى المُحيطة بها وذلك ردًّا على غدر يحيى آل عيَّاش اتجاه القائد السلجوقي كجكينا وجيشه واستطاع أكسك سلار الاستيلاء على القطيف وطرد أميرها يحيى آل عياش منها فنقل ابن العياش مقر حُكمه إلى أُوَال وبذلك أَمَّنَ القائد أكسك سلار خطوط سيره إلى بلاد الرافدين وأكمل طريقه إلى العُيُوني، وعندما وصل الجيش السَّلجوقي بقيادة أكسك سلار تحالف مع الجيش العُيُوني بقيادة عبد الله العيوني واشتبك التحالف السَّلجوقي-العُيُوني مع القرامطة في حصنهم الصغير الذي كان يحمل المواد الغذائية وكان يختلف عن حصنهم الكبير الذي كان يحمي السُّكان والمدينة، استطاع التحالف السَّلجوقي-العُيُوني هزيمة القرامطة واقتحام الحصن ونهب هذه الموارد وأثَّرت هذه الهزيمة عند القرامطة أن جعلت أحد حلفاءها وهم بنو عامر ربيعة ينسحبون من القتال، ولكن هذا لم يساعد قوات التحالف في انتصارهم وخصوصًا القوات السلجوقية بسبب دخول موسم الصيف إلى المنطقة ولم تعتاد القوة السلجوقية على طبيعة المنطقة الصحراوية، حاول القائد أكسك سلار الاتفاق مع القرامطة في رفع الحصار مُقابل دفع فدية كبيرة ووافق القرامطة على هذا ولكنهم انقضوا بعهدهم فجمعوا ما تبقى من الموارد الغذائية في الحصن الصغير واستكملوا القتال رافضين دفع الفدية بعدما علموا بأوضاع الجيش السلجوقي في نقصهم للغذاء وعدم تحملهم للطقس الحار، بسبب هذه العوامل لم يستطع الجيش السلجوقي استكمال القتال إلى جانب عبد الله العيوني وانسحب أكسك سلار وجيشه من أرض القتال عائدين إلى بلاد الرَّافدين وأبقى مائتي مُقاتل مع عبد الله العيوني بقيادة أخيه البُقوش ليتولى قيادة هذا التحالف عبد الله العيوني بعد انسحاب أكسك سلار.

#### معركة الرحلين (469 هـ)

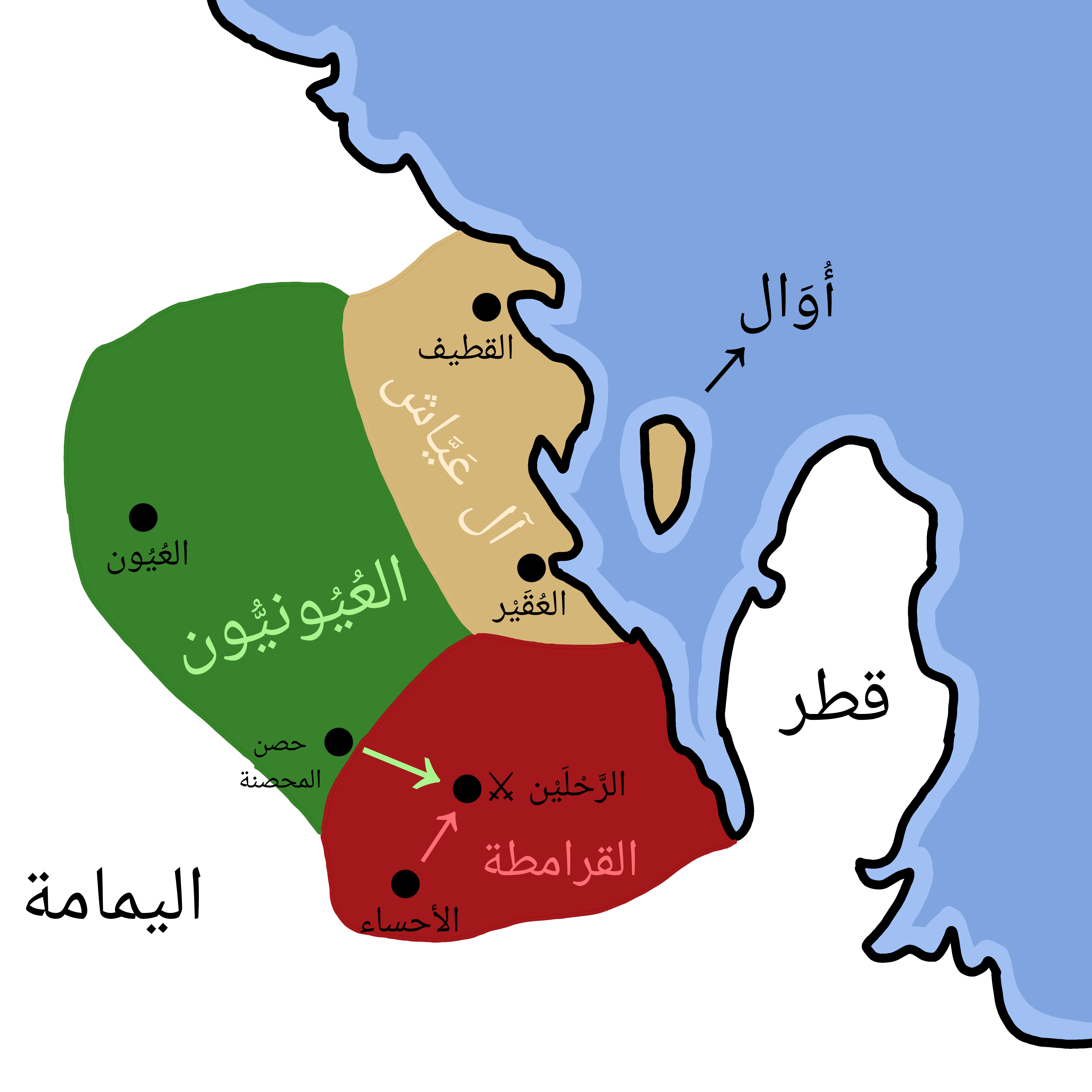
خريطة تُظهر موقع معركة الرَّحْلَيْن وخط سير جيوش الأطراف المُتحاربة.

حفَّز تراجع السلاجقة معنويات القرامطة في الأحساء وأثَّر هذا التراجع إلى عودة بني عامر من ربيعة لحلف القرامطة وعلموا بِقلَّة عدد مقاتلي التحالف السَّلجوقي-العُيُوني فخطَّطوا للقضاء عليهم، عَلِمَ عبد الله العيوني بنوايا أعداءه لذلك خطَّط مع البُقوش في إطاحة القبائل الموالية للقرامطة منفردةً وبدأ مع بني عامر من ربيعة وهاجمهم وهزمهم وأجبرهم على التراجع من خلف القرامطة، وصلت أخبار هزيمة بني عامر أمام العيونيُّون وحتى لا يخسر القرامطة حليفهم بنو عامر حدَّدوا موعدًا للانتقام من الأسرة العُيونية وحال دخول اليوم الموعود خرج الجيش القِرمِطي مع القبائل المُوالية لها وبعض بطون بني عامر من حصنهم إلى الشمال في موقع يُقال له الرَّحْلَيْن وعندما وصلت أخبار سير الجيش القرمطي في الرحلين إلى عبد الله العيوني سَيَّرَ جيشه من حصن المحصنة إلى موقع الرحلين، وحال وصول الجيش السَّلجوقي-العُيُوني إلى موقع الرحلين بقيادة عبد الله العيوني اشتبك مع الجيش القِرمِطي واستطاع عبد الله العيوني ومُساعده البُقُوش تحقيق النصر في هذا القتال سنة 469 هـ/1076 م وبعد انتصارهم ساروا إلى الأحساء ودخلوها وحينها استسلم القرامطة وسلَّموا مقر الحُكم إلى عبد الله العيوني ما يعني نهاية دولة القرامطة وتأسيس دولة على أنقاضها بقواعد عبد الله العيوني.

### تأسيس الدولة العُيُونية (469 – 470 هـ)

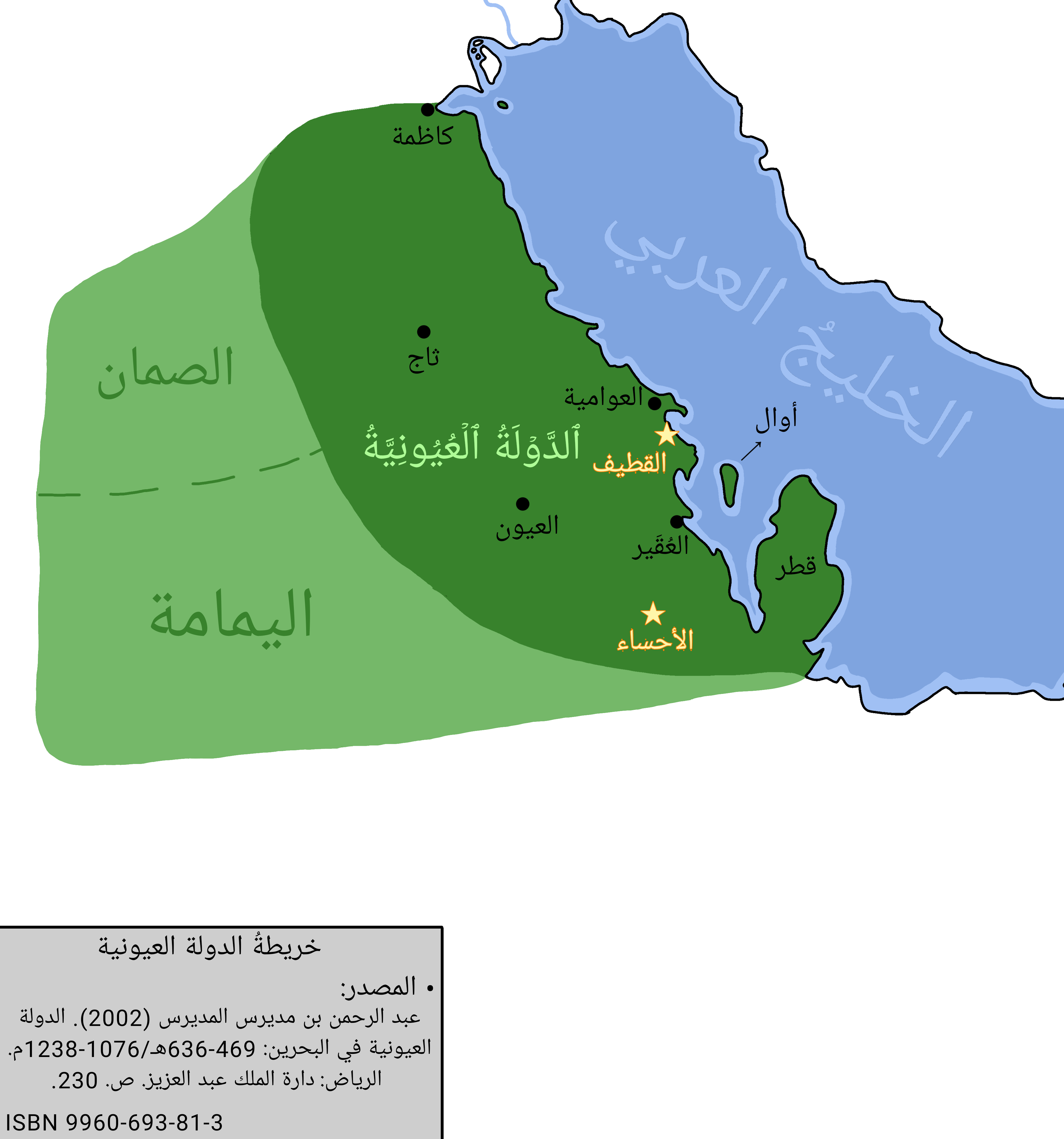
خريطة الدولة العيونية ونفوذها الجُغرافي في إقليم البحرين، تأسست على يد عبد الله العيوني.

بعد دخول عبد الله العيوني إلى قصر القرامطة أعلن عن تأسيسه الدولة العيونية في الأحساء وأوفى بعهده مع العبَّاسيين فكان أوَّل أعماله أن خَطبَ للخليفة العبَّاسي ثُمَّ بدأ في المعوقات الأُخرى، واجه عبد الله العيوني في مرحلة تأسيسه للدولة بعض المعوقات الدَّاخلية والخارجية التي أخَّرت في تشريع الأنظمة الإدارية للدولة فبدأ عبد الله العيوني في حل هذه المعوقات وبدأ مع المعوقات الداخلية، واجه أولًا ازدياد نفوذ بنو عامر وثانيًا تمرُد البُقوش وازدياد نفوذ السلاجقة فبدأ مع بني عامر وكان نفوذ بني عامر في منطقة البحرين قويًا قبل ظهور عبد الله العيوني في الساحة السياسية نظرًا لكثرة أعداد أفرادها وكان القرامطة يعتمدون عليهم لكثرة عددهم، كانت القرامطة تدفع العوائد لبني عامر تجنبًا من تدخلهم إلى أنظمة حُكمهم وحمايتهم من القوى المُجاورة وعندما سقط حُكم القرامطة ذَهبَ بنو عامر إلى عبد الله العيوني طالبين تلك العوائد ولكنه رفض دفعها لهم ما جعلهم يحشدون جيشًا كبيرًا إلى جانبهم حُلفاءهم من القبائل العربية والقرامطة.

#### قتاله بني عامر وحُلفاءهم (470 هـ)
عندما عِلمَ عبد الله العيوني باستعدادت بني عامر، جهَّز جيشه إلى جانبه الجيش السَّلجوقي بمُساعدة البُقوش وألتقى الطرفان في موقع بين نهر مُحَلِّم ونهر سُليسل سنة 470 هـ/1077 م، كان أمام جيش بني عامر وحُلفاءهم الإبل، وكانت خُطتهم أن تسحق الإبل جيش العيوني، ولكن خُطتهم فشلت بسبب خطة عبد الله العيوني الذي أمر جيشه برمي السهام على إبل بني عامر وبسبب كثرة السهام انحرفت الإبل عن مسارها وتراجعت إلى الوراء وبذلك انقلبت خُطَّة بني عامر عليهم فبدأت الإبل في سحق مُقاتلي بني عامر وحُلفاءهم فانهزمَ بنو عامر في هذه المعركة، استطاع عبد الله العيوني فرض سيطرته اقتصاديًا على المنطقة بعد هذه المعركة بسبب حصوله على عنائم بني عامر وبذلك استطاع العيوني تخليص خطر بني عامر السياسي والاقتصادي للمنطقة، ولكن هذه الهزيمة لم توقف عزيمة حُلفائهم في الانتقام من عبد الله العيوني فإنَّهم اجتمعوا مرة أُخرى في موقع باب الأسفار بقيادة القرامطة سنة 470 هـ/1077 م وهو مُشابه لموقع معركة الخندق الأولى لذلك عُرفت بمعركة الخندق الثانية، سارَعَ عبد الله العيوني في التُّخلص منهم حتى لا يَقوى نفوذهم واشتبك معهم واستطاع هزيمتهم وأَسَر عددٌ كبيرٌ منهم وأرسلهم إلى عُمان حتى لا يُشكِّلون خطرًا مستقبليًا وبذلك استطاع عبد الله العيوني التخلُّص من خطر بني عامر وبقي خطر السلاجقة الداخلي.

#### قتاله السلاجقة (470 هـ)

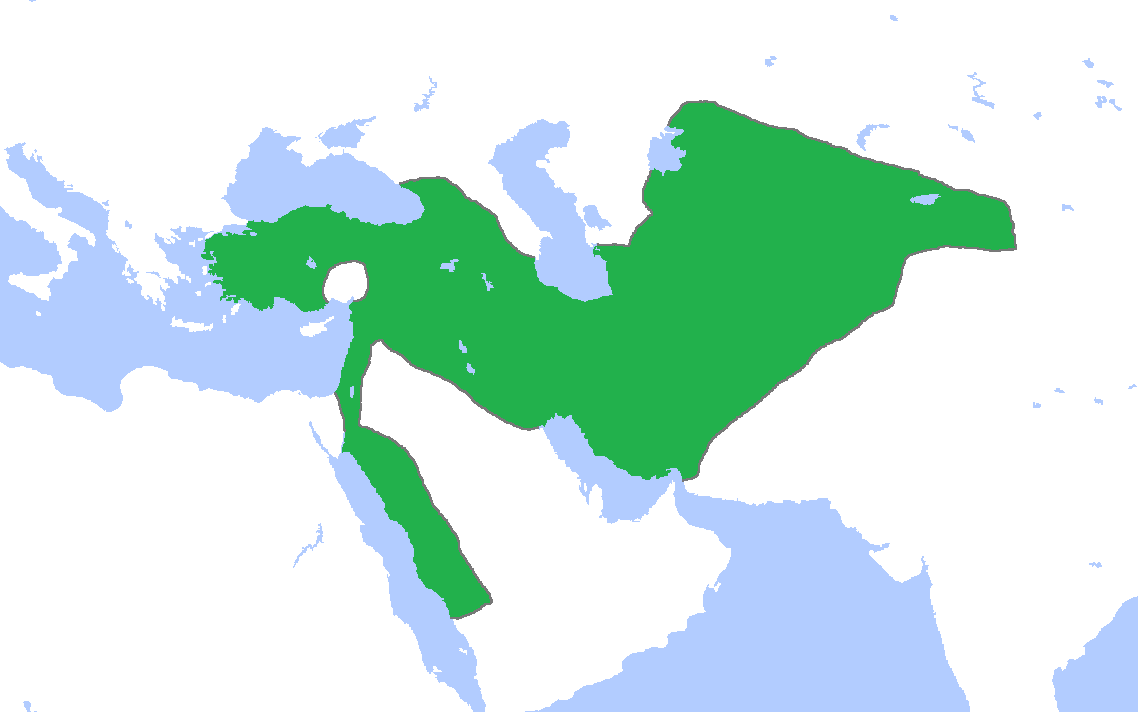
خريطة تُظهر نفوذ الدولة السلجوقية في عهد ملكشاه سنة 1071 م.

كان للسلاجقة مصالحهم الخاصة في إقليم البحرين وأرادوا ضمها لنفوذهم ولكن أهدافهم تعارض أهداف عبد الله العيوني فإنَّه هو الآخر أراد تأسيس دولته الخاصة في إقليم البحرين، وبذلك ساءت علاقة الطرفين وخصوصًا بعد قضاءهم على خُصومهم المُشتركين من القرامطة وحُلفاءهم في الدَّاخل بعد إعلان عبد الله العيوني لدولته لم يسمح العيوني بدخول السلاجقة إلى مقر الحُكم أو مشاركتهم في تأسيس نظام حُكم الدولة مما زاد نُفُور البُقُوش ومن معه اتجاه العيونيين، وعندما عَلِمَ عبد الله العيوني بمطامع البُقوش السياسية أمر بالقبض عليه وسجنه وفيما بعد أمر بقتله، وصل أخبار مقتله إلى مقر الخلافة في بغداد فانزعجوا من تصرُّف عبد الله العيوني وأرادوا تأديبه لذلك أرسلوا ثلاث حملات محاولين فيها إسقاط عبد الله العيوني وابتدأت أول حملة بقيادة القائد السَّلجوقي خمارتكين التُتُشي وثاني حملة بقيادة القاروتي وثالث حملة بقيادة رُكن الدولة.
لا يُعرف تفاصيل حملة خمارتكين غير أن مسارها بدأ من البصرة إلى الأحساء وانتهت بهزيمة السلاجقة ولم يُذكر تفاصيل قتال الحملة، تليها حملة القاروتي التي لم يستطع عبد الله العيوني مُقاومتها فرحَّب بهم بدايةً واستقرت جُنود السلاجقة قُرب الأحساء وخطَّط العيوني في التخلُّص منهم ووجد منطقة عُمان هي المكان المُناسب فزيَّن للسلاجقة فكرة الذهاب لعُمان وذكر لهم منافعها الاقتصادية واحتوائها للذهب والفضة، اقتنع السَّلاجقة بفكرة العيوني لذلك ذهبوا مع مرشدين من بعض القبائل في البحرين مُعَيَّنين من قبل عبد الله العيوني حتى يرشدونهم إلى الطريق ووقع السلاجقة في فخ عبد الله العيوني عندما أشاروا مرشدينه إلى طريقٍ خاطئ يقودُهم إلى منتصف صحراء الربع الخالي فمات القاروتي وجنوده في الصحراء عطشًا، وبعد حملة القاروتي أرسل السلاجقة حملتهم الأخيرة بقيادة رُكن الدولة من بغداد إلى الأحساء واختلفت الروايات حول طبيعة حملته فقد ورد أنه لم يحدث قتال بين الطرفين وإنما أرضاهم عبد الله العيوني ببعض الأموال والإبل وتشير رواية أخرى أن السلاجقة حاصروا الأحساء حتى اشتدَّ حاصرهم فخرج عبد الله العيوني وجيشه وهزمهم وأشارت رواية ثالثة وأخيرة أن ابن عبد الله العيوني الأمير علي بن عبد الله العيوني سلَّم نفسه لرُكن الدولة مُقابل فك الحصار عن الأحساء فقَبِلَ رُكن الدولة عرضه وأخذه إلى بلاد كرمان وحجزه هُناك غير أنَّ عبد الله العيوني استطاع إخراج ابنه علي من الحجز بمُساعدة أحد سُكان الأحساء يدعى عزيز بن محفوظ الذي أرشى مسؤول علي بن عبد الله العيوني فأخرجه من حبسه وعاد به إلى بلاد البحرين؛ وعلى الرُّغم من اختلاف الروايات على حملة رُكن الدولة إلا أنَّها اتفقت على فشل حملته وبذلك استطاع عبد الله العيوني التخلُّص من المعوقات الداخلية من نفوذ القرامطة وبني عامر والسلاجقة وبقيت المعوقات الخارجية التي تقف أمامه لتوحيد بلاد البحرين على رايته وهي نفوذ أسرة آل عياش في القطيف وجزيرة أُوَال.

### قتاله آل عَيَّاس (470 هـ)

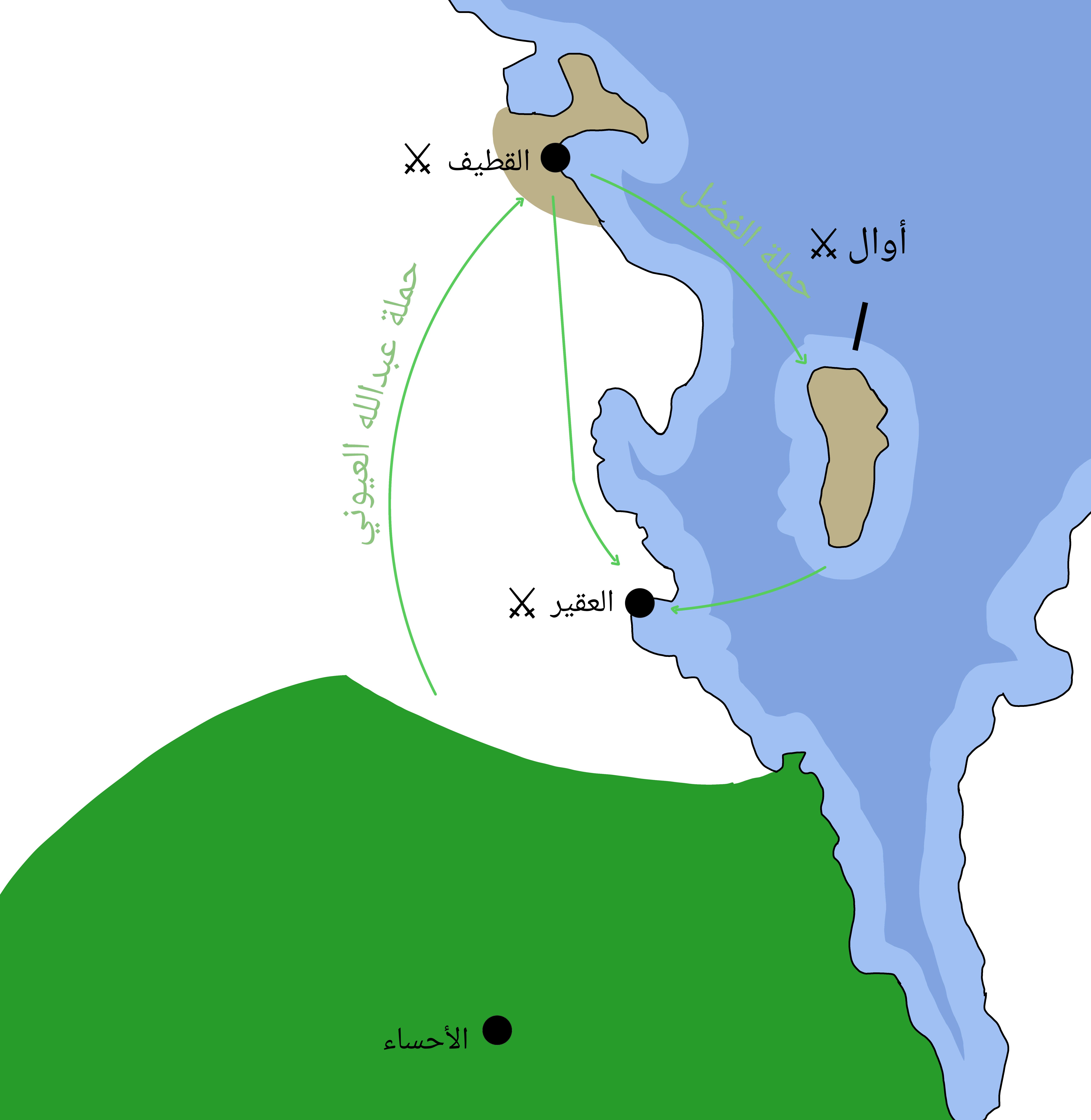
خربطةٌ تُظهرُ سير جيش عبد الله العيوني وابنه الفضل على إمارة آل عياش، ابتداءً من سير جيش عبد الله إلى القطيف ثُمَّ ارسال ابنه الفضل إلى جزيرة أُوَال ثُمَّ سير الجيشان إلى ميناء العُقَيْر.

كان هدف عبد الله العيوني من بداية انتفاضته حتى استيلائه على الأحساء هي تأسيس دولة مُوحَّدة تضم جميع مُدُن إقليم البحرين تحت حُكمه وحُكم أسرته ولكن المعوقات الدَّاخلية أشغلته عن تحقيق هذا الهدف فبعد تخلُّصه من هذه المعوقات واجه معوقات خارجية وهي ظُهور قوة آل عَيَّاش في أُوَال والقطيف، على الرُّغم من صُعود قوة آل عَيَّاش حتى وصل نفوذهم إلى ميناء العُقَيْر في فترة صراع العيونيين مع القوى المُجاورة إلا أنَّهم لم يظهروا في فترة الصراع نظرًا لمشكلاتهم الدَّاخلية بعد وفاة يحيى بن العياش، فقد تخاصم أبناءه على الحُكم، كان الصراع قائمٌ بين الحسن بن يحيى آل عياش وأخيه زكريا بن يحيى آل عياش وكان الحسن آل عياش يحاول قَلْبَ أحد أفراد الأسرة العيونية على أميرهم عبد الله العيوني غير أنه محاولاته فشلت ما جعل أخيه زكريا آل عياش ينقلب على سياسته ويقتله ويتفرغ للحُكم بنفسه بُناءً على نصيحة وزيره العكروت.

#### معركة ناظرة (470 هـ)
استجاب زكريَّا آل عَيَّاش لنصيحة وزيره وقتل أخوه الحَسَن فتولى حُكم إمارة آل عياش في القطيف واختلف عن سياسة أخيه الذي كان ينوي إضعاف العيونيين عبر الغارات وبدلًا من ذلك أراد زكريَّا إنهاء العيونيين في معركة حاسمة لذلك جهَّز جيشًا في القطيف مُتوجِّهًا به إلى الأحساء سنة 470 هـ/1077 م، لم يغفل عبد الله العيوني عن هذه التطورات السياسية عند آل عياش فإنه جهَّز جيشًا في الأحساء وخرج لقتال زكريَّا آل عياش وعثر على جيشه في موقعٍ يُقال له ناظرة حيث كانوا ينهبون مزارعها والقُرى المُحيطة بها فاشتبك معهم واستطاع هزيمتهم، أثَّرت هذه الهزيمة عند زكريَّا آل عياش بإن جعلته ينسحب إلى القطيف مع من تبقى من جُنده ولكن عبد الله العيوني لاحقه حتى القطيف ليقضي على إمارة آل عياش مستغلًا ضعفهم بعد معركة ناظرة واستطاع العيوني السيطرة على القطيف بعد فرار زكريَّا آل عياش منها وهروبه إلى أُوَال، أرسل عبد الله العيوني ابنه الفَضْل إلى أُوَال لضمها إلى نفوذ الأسرة العيونية واشتبك مع جيش زكريَّا آل عيَّاش واستطاع هزيمتهم وقتل الوزير العكروت في هذه المعركة وفرَّ زكريا آل عياش إلى ميناء العُقَيْر وحاول فيها تجهيز جيشٍ من البدو لمُحاربة عبد الله العيوني في القطيف ولكنه فشل في استرجاع القطيف وقُتل أثناء محاولته لاستراجعها وبذلك استطاع عبد الله العيوني بَسْطَ نفوذه على مُدُن إقليم البحرين الأساسية فتخلَّص من المعوقات الدَّاخلية والخارجية ليبدأ في تنظيم دولته.

### استقرار الحُكم (470 – 520 هـ)

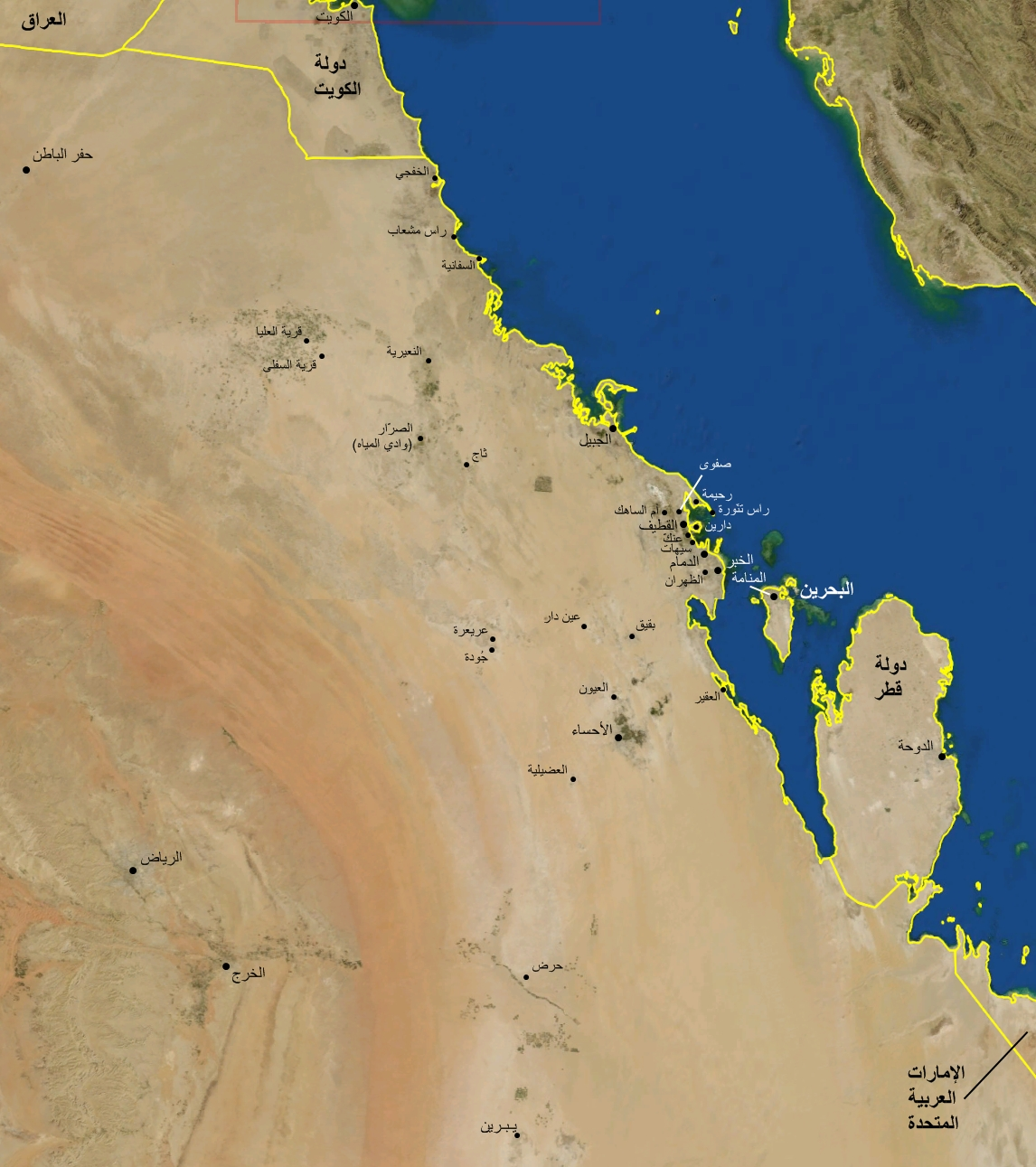
صورة ضوئية لمُدن منطقة الشرقية في السعودية، كانت غالبية مُدُن هذه المنطقة تحت حُكم عبد الله العيوني.

أصبحت جزيرة أُوَال ومدينتي القطيف والأحساء تحت حُكم عبد الله العيوني وجعل من الأحساء مقرًا لحُكمه حيث اتَّخذ هذه الخطوة بدايةً فيما بعد لتأسيس التنظيم الإداري في الدولة العيونية، وأعاد عبد الله العيوني خُطبة الجُمُعة للخليفة العبَّاسي تجنبًا للحملات العسكرية من السلاجقة والعبَّاسيين ليُظهر طاعته اتجاه الخلافة العبَّاسية ما جعل السلاجقة يتوقفون عن حملاتهم ولَقَّب عبد الله العيوني نفسه بالأمير على إقليم البحرين، وقَسَّم دولته إلى ثلاث مناطق أساسية وهم القطيف، وجزيرة أُوَال، والأحساء، وكانت الأحساء مكان استقرار عبد الله العيوني حيث يقع مركز الدولة وولَّى ابنه الْفَضْل أميرًا على القطيف وولَّى ابنه عَلِيّ أميرًا على الأحساء وولَّى بعض أفراد الأسرة العيونية في مناطق صحراوية مثل صحراء شمال الأحساء الذي ولَّى رجلًا يُقال له سُلْطَان بن داوُد بن النُّعْمان العيوني عليها وولَّى أبو شُكْر الْمُبَارَك بن الْحَسَن بن غُرَيْر العيوني أميرًا على صحراء الرَّحْلَيْن، وكانت طبيعة نظام حُكم دولة عبد الله العيوني شبيهًا بالسُّلْطة المَرْكَزِيَّة فقد كان الأُمراء العيونيُّون خارج الأحساء في الحاضرة والبادية لا يمتلكون حُريَّة اتِّخاذ قرارتهم دون الرُّجوع إلى مركز الدولة وحرص عبد الله العيوني أن يجعل المسؤولين في القطيف وجزيرة أُوَال من ذريته ليحمل نظام حُكمه طابعًا وراثيًا قائمًا على سُلطة المركز في الأحساء.

#### معركتي عقور السلهة والسليت (477 هـ)
ظهرت قوة جديدة في منطقة البحرين وهم بنو عُقَيْل الذين اعتادوا على حصول الأموال من قرامطة الأحساء وعندما رفض عبد الله العيوني إعطاءهم هذه الأموال بدأوا بنهب مزارع الأحساء سنة 477 هـ/1084 م واستغلوا بذلك موت الكثير من القادة العيونيين العسكريين وعند وصول هذه الأخبار إلى عبد الله العيوني جهَّز جيشًا بقيادة محمد بن الحواري بن الفضل العيوني لتأديب بني عُقَيْل، ولم يستطع القائد محمد بن الحواري العيوني من إيقاف نهب بني عُقَيل واشتبك معهم في موقعٍ يُقال له عقور السلهة لكنه قُتل في المعركة مما أحبط معنويات الجيش العُيُوني وانسحبوا إلى الأحساء، ثُمَّ اشتبك الجيش العيوني في الأحساء مع بني عُقَيْل في موقعٍ يُقال له السليت قُرب الأحساء واستطاع العيونيُّون في هذه المعركة إخراج بني عُقيل من الأحساء ومزارعها واتَّفقَ العيونيين مع بني عُقيل في عدم نهب مزارع الأحساء مُقابل دفع ثُلُث محاصيلها لهم.

#### وفاة الفضل (484 هـ)

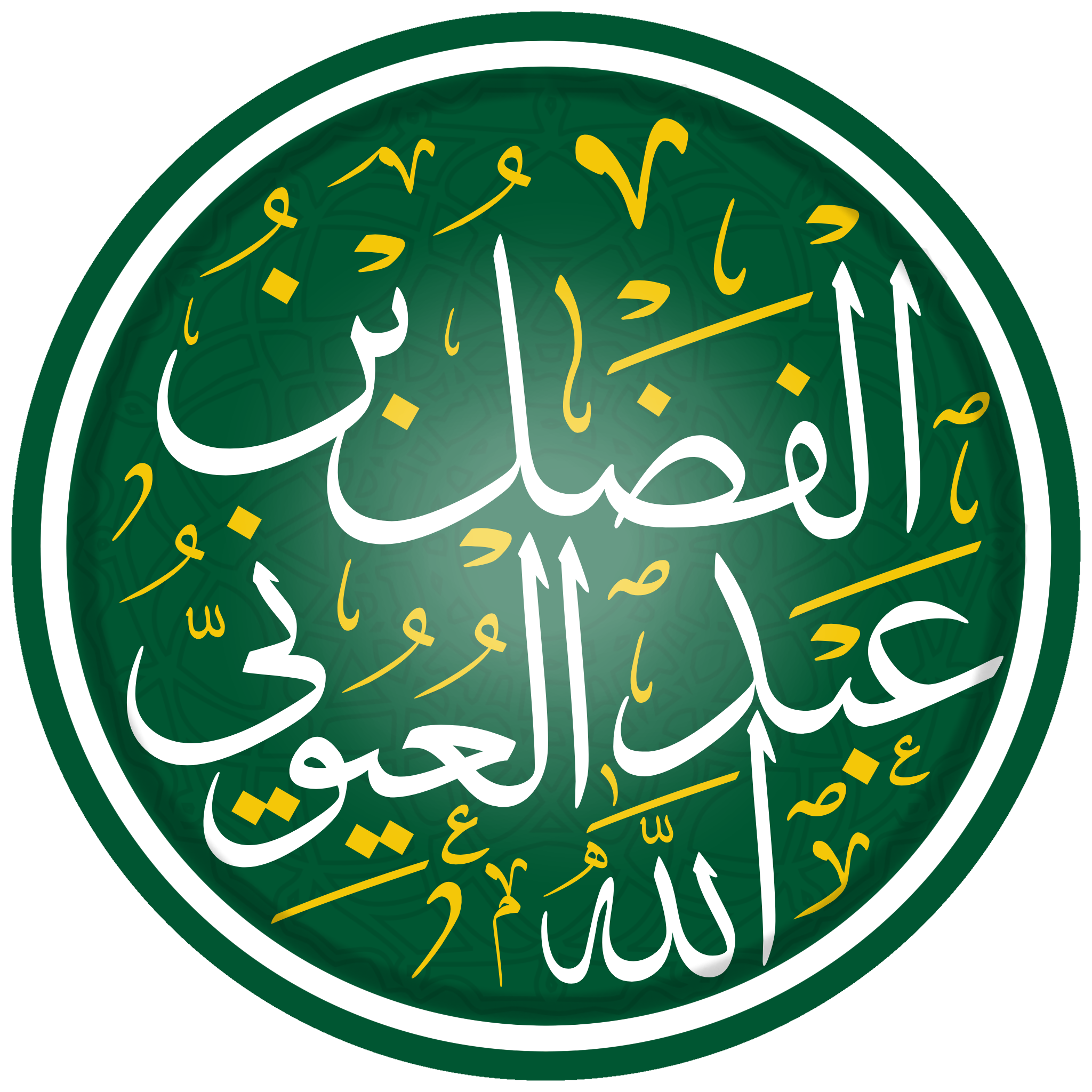
تخطيط اسم الأمير الْفَضْل بن عبد الله الْعُيُوني من كِبار أبناء عبد الله العيوني وأميرًا للقطيف في عهده.

كان الْفَضْل بن عبد الله العيوني له دورٌ كبيرٌ في تأسيس الدولة العُيُونية وكان المُساعد الأيمن لوالده عبد الله العيوني في التنظيم الإداري للدولة وإضافةً إلى مُساعدة والده على آل عيَّاش خلال غزوه لجزيرة أُوَال ما جعل عبد الله العيوني يعينه أميرًا على القطيف وفيما بعد ضمَّ أُوَال إلى إمارته، ولكن اختلفت الروايات حول طبيعة حُكمه على ثلاثة أقوال وقال فريق أن الْفَضْل تولى حُكم الدولة كاملةً بعد وفاة والده عبد الله العيوني، وقال فريقٌ ثاني أن الْفَضْل تولى حُكم الدولة كاملةً من قِبَلِ والده الذي عيَّنه أميرًا على الدولة، وقال فريقٌ ثالث أن الْفَضْل تولى حُكم إمارة القطيف وأُوَال فقط، على الرُّغم من اختلاف طبيعة حُكمه إلا أن عهده عُرف بالاستقرار ووَرَد ذِكرُها في أبيات ابن المُقَرَّب قائلًا:
واتَّفقت الروايات على طريقة وفاة الفضل وإِنْ صَحَّت رواية الفريق الثالث حول طبيعة نطاق حُكمه فإنَّ الفضل يكون توفي في حياة والده عبد الله العيوني سنة 484 هـ/1090 م عندما استقرَّ في جزيرة تاروت واُغتِيلَ على يد أحد خَدَمِه فحَزِنَ عبد الله العيوني على مقتله وعَيَّن مكانه حفيده مُحمَّد بن الْفَضْل العُيُوني.

## وفاته
اختلف الباحثون في تاريخ وفاة عبد الله العيوني على قولين فزَعَم الفريق الأول أنَّ عبد الله العيوني توفي في سنة 520 هـ/1126 م في حين زَعَم الفريق الثاني أنَّ عبد الله العيوني توفي في سنة 484 هـ/1090 م مُعتمدين على قول الباحث فَضل العمَّاري، استنتج الباحث فَضل العمَّاري أن وفاة عبد الله العيوني في 484 هـ/1090 م عبر تحليله للوضع الإجتماعي في العصر العيوني والعُرْف القَبَلِي آنذاك، ولكن رجَّح عددٌ كبيرٌ من الباحثين الرأي الأول مُعتبرين أن وفاة عبد الله العيوني في سنة 520 هـ/1126 م نظرًا لاعتمادهم على شُرَّاح ديوان ابن المُقرَّب، ولا يُعرَف تحديدًا عمر عبد الله العيوني في وفاته ولكن الباحث خير الدين الزِّرِكْلي ذكر في موسوعته الأعلام عُمْرًا تقريبيًا لعبد الله العيوني ونَصَّ أنه عاش 80 سنة.

## حياته الشَّخصية

### صفته الخُلُقية
أثنى المُؤرِّخون على أخلاق عبد الله العيوني لما يحتوي من رجاحة العقل والدهاء ويملك مواصفات مؤسسي الدول التي ساعدته في تأسيس دولته، وأَوْرَدَت بعض المصادر التي تدل على إلمامه في الأخلاق الإسلامية ويقول ابن لُعْبون فيه: «وكان مع ذلك العز والعظمة عابدًا عالمًا صوامًا عفيفًا رءوفا بالرعية»، وكان كريمًا وحميدًا يركب إلى مصلى العيد في الموكب بين أسرته والوزراء.

### أولاده
أنجب عبد الله العيوني عددًا كبيرًا من الأولاد ويُقدَّر عددهم أربعة عشر وكان له من البنين ثمانية ومن البنات ستة وأمَّا البنات فلا يُعرَف أسمائهن غير ابنته هِبَة الَّتي يُشار لها في أحد الآثار العُمرانية في الأحساء، وأمَّا البنون وَرَد ذِكرهم في ديوان ابن المُقرَّب قائلًا:
من خلال هذه الأبيات استخرج الباحث عبد الرحمٰن الملا أسماء أبناء عبد الله العيوني البنون الثمانية وهم:
- الْفَضْل
- أبو مَنْصُور عَلِيّ
- الْحَسَن
- مُقَلَّد
- أبو مُسَيَّب عَلِيّ(6)
- مَاجِد
- ضَبَّار
- مَسْعُود(7)

## سياساته الدَّاخليَّة

### التَّنظيم الإداري

#### نظام الحُكم والتقسيمات الجُغرافية
شَرَع عبد الله العيوني بتأسيس أنظمة الحُكم والتَّقسيم الجُغرافي في الدولة العُيُونية واستمرت الدولة على منهجه حتى سقوطها مُدَّة 167 سنة، قَسَّم عبد الله العيوني الدولة العيونية إلى ثلاثة مناطق إدارية وهي: الأحساء والقطيف وجزيرة أُوَال واتَّخذ الأحساء عاصمةً ومقرًا للدولة ووَلَّى أبناءه على باقي المناطق، وعلى ما يبدو أنَّ عبد الله العيوني طَبَّق مبدأ توريث الحُكم في دولته فكان الحُكم ينتقل من الأباء إلى الأبناء واستقرَّ الحُكم عند أبناء عبد الله العيوني وأحفاده، ويبدو أن أُمراء الأقسام الإدارية لم يحضوا بحُرية إدارتهم لمناطقهم فإنَّ جميع أمور الدولة ترجع إلى موافقة عبد الله العيوني في الأحساء وهو أشبه بنظام السُّلطة المَرْكَزِيَّة الحديث.

#### الدواوين
أنشأ عبد الله العيوني عددًا من الدواوين لتسهيل تدبير أمور الدولة العيونية ولكن لم تَرِد كيفية عمل بعض هذه الدواوين غير أنه وردت أسماؤها ومنها ديوان الدولة الذي يُعتَقد أنه استُخدم للعلاقات الخارجية والشؤون الدبلوماسية، وديوان الخزائن الذي اختصَّ في حِراسة وتخزين خزينة الدولة بالحبوب، وديوان الجُند الذي اختصَّ في تسجيل أسماء الجنود، وديوان الإقطاع المسؤول عن هبات الأراضي وعادةً ما تُقطع الأراضي للشخصيات المهمة في الدولة العيونية، وديوان بيت المال وكان عبد الله العيوني يُوَلِّي أفراد أسرته إدارة هذه الدواوين ووَرَد ذِكر أحد أفرادها وهو الحسن بن غرير بن ضبار العيوني الذي تولَّى إدارة ديوان الدولة والخزائن والجُند ولا يَرِد ذِكرٌ لغيره في عهد عبد الله العيوني.

#### الجيش
ساعدت خِبرة عبد الله العيوني العسكرية في تأسيس جيشه وذلك قبل تأسيس الدولة العيونية نظرًا للأخبار التي وصلتنا عن معاركه مع القرامطة وكان نظام جيشه شبيهًا بنظام الجيش القِرمِطي الذي اعتمد على تجنيد العبيد والمزارعين، ويدلُّ اهتمام عبد الله العيوني بالجيش نتيجة إنشاءه ديوان الجُند الذي يسجِّل أسماء الجُنُود ورواتبهم وقَسَّم عبد الله العيوني القوات العُيُونية إلى فئتي الجيش والشُّرطة وأمَّا الشُّرطة فكانت تتكوَّن من الغِلْمان وتَولَّت حماية المُدُن داخليًا وحماية الأمير وأسوار المدينة.

### المظاهر الحضاريَّة

#### الدِّين

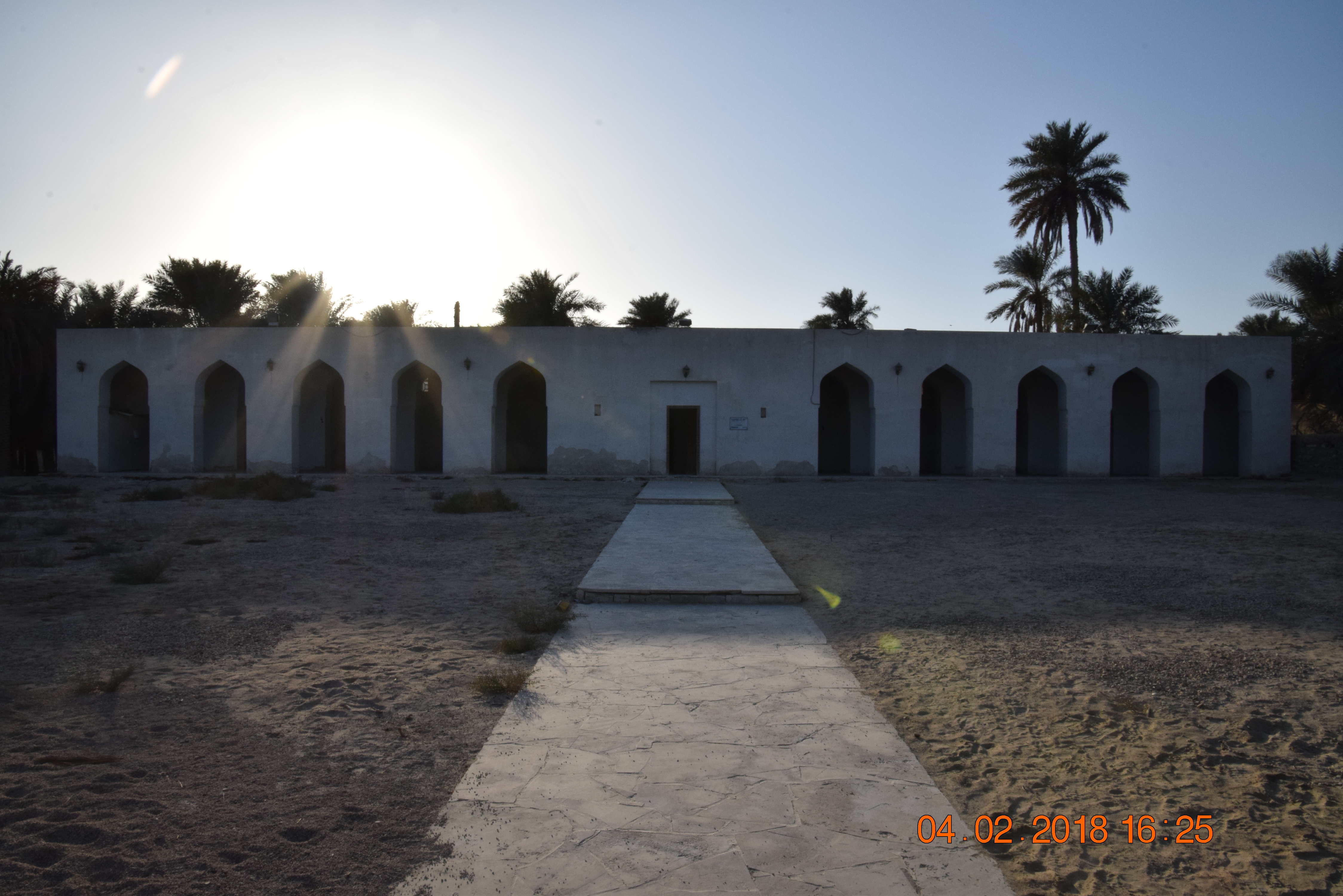
مسجد الجعلانية في الأحساء أحد المساجد التاريخية، يُنسب المسجد إلى ابنة عبد الله العيوني؛ هِبَة.

انتعشت المظاهر الدينية الإسلامية في عهد عبد الله العيوني وشَرَع بإعادة بناء المساجد التي هدمها القرامطة في إقليم البحرين وجعل من بعض هذه المساجد مدارس تُدرَّس فيها اللُّغة العربيَّة، وبقيت إحدى آثار هذه المساجد وهو مسجد الجعلانية في الأحساء الذي يرجع إلى عهد عبد الله العيوني ويُنسَب إلى ابنته هِبَة بنت عبد الله العيوني وامتاز هذا المسجد بزينته المُقتَبسة من العمارة السلجوقية.

#### الاقتصاد
انتعش الاقتصاد في إقليم البحرين في عهد عبد الله العيوني واستغل عبد الله العيوني طبيعة المنطقة التي تعتمد على مجالي التجارة والزراعة وكانت ممرًا تجاريًا بين أهل العراق وعُمان واليمن، وما يشير إلى انتعاش الاقتصاد في عهد عبد الله العيوني هو حادثة وقعت عند ابنه الفضل في جزيرة أُوَال سنة 484 هـ عندما غَرِقَت سُفُن أحد تُجَّار العراق فعوّضه العيوني ما فَقَد.

#### العُمران

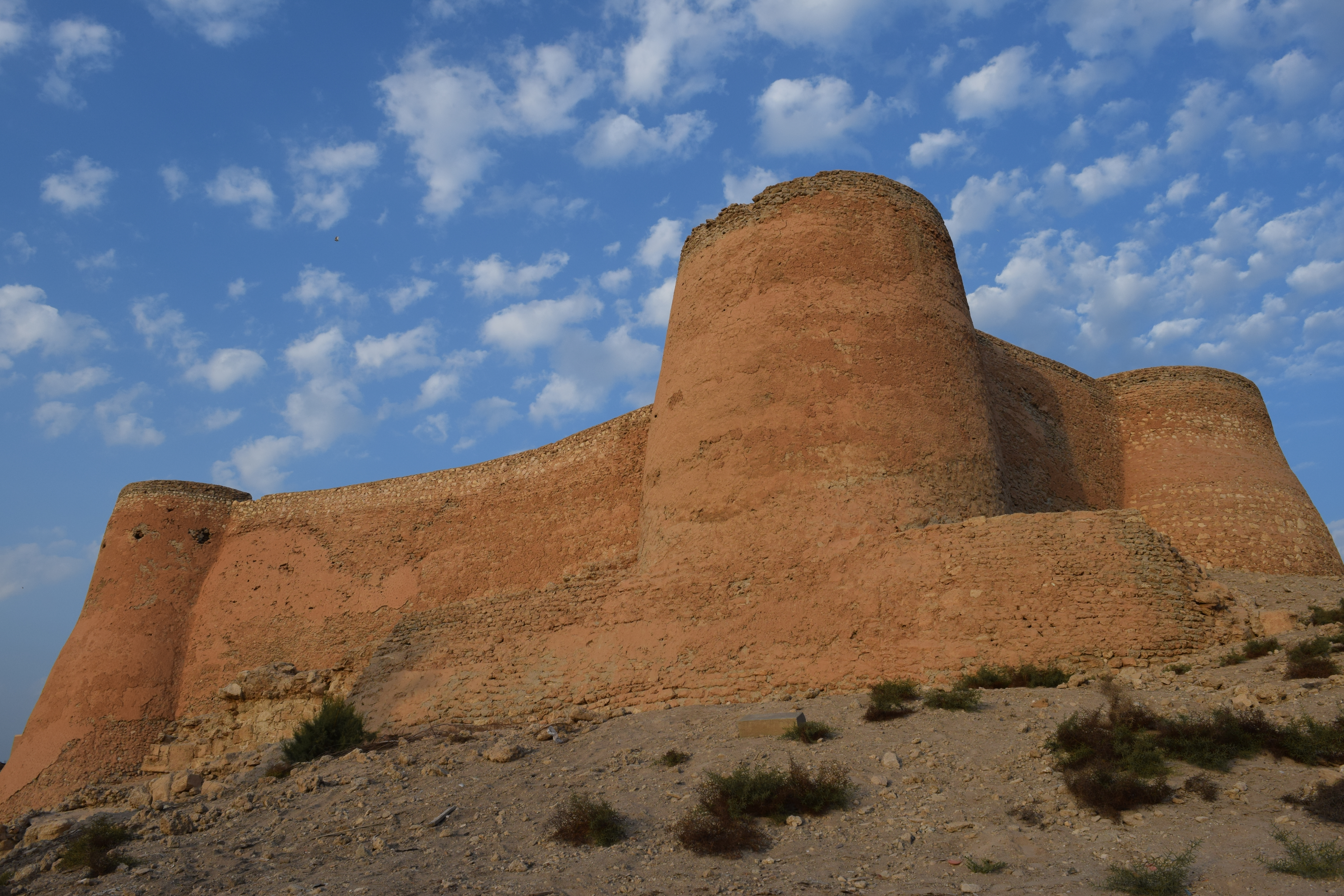
صورة مُلتَقطة في تاريخ 9 ديسمبر 2016 لواجهة قلعة تَارُوت من الأمام الواقعة على تل تاروت، يُرجِّح الباحث علي إبراهيم الدورة أنَّ القلعة بُنِيَت في عهد عبد الله العيوني.

لا يُذكر أنَّ للعيونيين قِلاعٌ أو بناءٌ عسكريٌ قائمٌ حتى اليوم أو وردَ خبرٌ لتشييدهم بعض القلاع الدِّفاعية، ولكن رجَّح الباحث علي إبراهيم الدورة أن قلعة تاروت شُيِّدت في عهد الدولة العيونية سنة 469 هـ/1076 م وهو التاريخ الذي يوافق فترة حُكم عبد الله العيوني.

#### المُجتمع
استطاع عبد الله العيوني أن يُؤثِّر على عادات مُجتمع بلاد البحرين وكان المُجتمع القِرمِطي قبل ظهور عبد الله العيوني يحتفل بِبِدعةٍ يُقال لها الماشوش تُقام كل 10 مُحرَّم من السنة وفيها يشعلون الشُّمُوع ويختلط الرِّجال والنِّساء بالرَّقص، عندما تولَّى عبد الله العيوني حُكم إقليم البحرين أمَرَ بإنهاء عادات القرامطة واتِّباع العادات الإسلامية ومن ضمنها الماشوش وما يدل حِرصَهُ على إزالة هذه العادة عندما وصلت له أخبار عن جماعةٍ لا تزال تُمارس عادة الماشوش في إحدى البُيُوت فأرسل إليهم المُبارك بن الحسن العيوني وأمَرَ بسجنهم وبذلك قضَى عبد الله العيوني على هذه العادة.

## سياساته الخارجيَّة

### مع الخلافة العبَّاسية

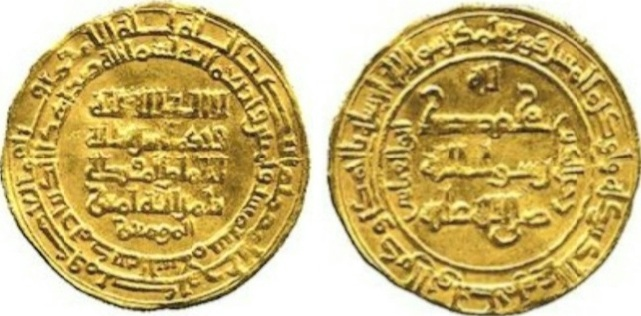
دينارٌ ذهبيٌ عبَّاسيٌ سُك في عهد الخليفة عبد الله المُقتدي بأمر الله الذي عاصر عبد الله العيوني.

كان طابع علاقة عبد الله العيوني مع الخلافة العبَّاسية مُتغيِّرًا بين التَّأييد والمُعارضة وبدأت علاقة الطرفين بداية حسنة عندما كانت التَّوجُّهات السِّياسية بينهما مُشتَركة اتجاه القرامطة وتعاون الطرفين على إزالة حُكمهم في الأحساء وانتهت هذه العلاقة الحسنة بعد معركة الرَّحْلَيْن سنة 469 هـ/1076 م، تدهورت علاقة الطرفين عندما زَالَ نفوذ القرامطة في إقليم البحرين ونتيجةً للفراغ السياسي في المنطقة وأطماع عبد الله العيوني والسَّلاجقة المُمثلين للخلافة العبَّاسية في ضم إقليم البحرين لحُكمهم الخاص نتج خلافٌ بين الطرفين وازدادت شرارة الخلاف حتى وصلت إلى قَتْل قائد السلاجقة في الأحساء: البُقُوش، وبسبب هذه الحادثة تحوَّلت علاقة الطرفين من التأييد إلى المُعارضة ومُحاولة الخليفة العبَّاسي عبد الله المُقتدي بأمر الله إسقاط الحُكم العُيُوني في إقليم البحرين مُستعينًا بالسَّلاجقة فبدأ في إرسال الجُيُوش السَّلجوقية واحدةً تلو الأُخرى إلا أنَّ جميعها فشلت، وهدأت عداوة الطرفين بعد إعادة عبد الله العيوني خُطبة الجُمُعة للخليفة العبَّاسي مُعترفًا بتبعيته لخلافته، ما جعل العبَّاسيين والسَّلاجقة يتوقفون عن قتاله ويَرضَون بحُكم العيونيين في إقليم البحرين، واستقرَّت علاقة عبد الله العيوني مع الخلافة العبَّاسية موازية بين التأييد والمُعارضة حتى وفاته.

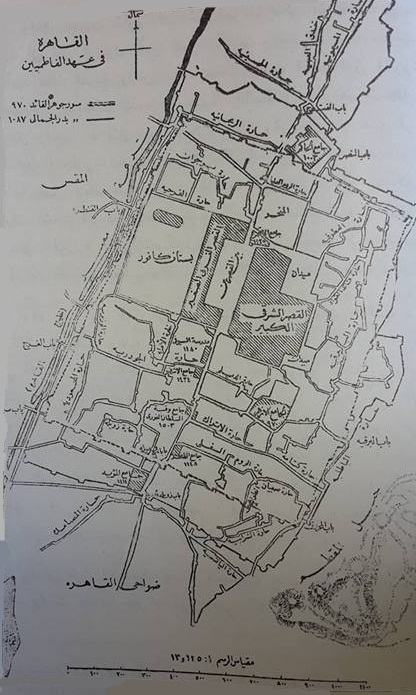
مخطط لمدينة القاهرة كما كانت في العصر الفاطمي.

وكان الجانب الاقتصادي له تأثيرٌ إيجابي في علاقة الطرفين وعلى ما يبدو أن العبَّاسيين رأوا أن تولي عبد الله العيوني حُكم إقليم البحرين سيجلب لهم مصالحهم الاقتصادية في تأمين طُرق التجارة بين العراق والبحرين، لذلك رضوا بكونه حاكم إقليم البحرين، وكان الدِّينار العبَّاسي مُتداولًا في عهد عبد الله العيوني قبل سكِّ النُّقُود العُيُونية في عهد ابنه الحسن.

### مع الخلافة الفاطمية
بدأت العلاقات العيونية الفاطمية في عهد عبد الله العيوني وانتهت في عهده ولم يكن للفاطميين دورٌ سياسيٌ أو اقتصادي في أحداث القتال بين القرامطة والعيونيين، ويبدو أن عبد الله العيوني هو الوحيد من بين أُمراء الدولة العيونية الذي يُشار إليه في المصادر الفاطمية ولم يُشَر إلى غيره، أشارت إحدى رسائل الخليفة الفاطمي المُستنصر بالله التي بعثها إلى أحد دُعاة الإسماعيلية في اليمن شهر ربيع الآخر 469 هـ/نوفمبر 1076 م، وهو: علي بن محمَّد الصُّلَيْحي ووَرَد ذِكرُ عبد الله العيوني في هذه الرسالة موصوفًا بالعَلَوي من قبل الخليفة المُستنصر بالله قائلًا: «مستخلص الدولة العلويَّة وعدتها: عبد الله بن علي العلوي المستقر بالإحساء»، يتَّضُح من نص المخطوطة أن عبد الله العيوني كان مُناصرًا للخلافة الفاطمية في بادئ الأمر وأنه نشر الدعوة العلوية في إقليم البحرين وأثنى الخليفة الفاطمي عليه لقضاءه على القرامطة، ولكن قدَّم الباحثون تفاسير مُختلفة لنص المخطوطة وعلى الرُّغم من اتفاقهم على مِصدَاقية المخطوطة إلا أنَّ الباحث فيصل الوزَّان شكَّك في مصداقيتها وبالتالي ينفي وجود علاقة بين عبد الله العيوني والفاطميين.

## الخلاف حول مذهبه

### القول بتسنُّنه
وقع الخلاف بين الباحثين من الأُدباء والمؤرِّخين على مذهب أفراد الأسرة العيونية ومالَ أغلب الباحثين من الأُدباء على أنَّهم من أهل السنة والجماعة نظرًا لتحليلهم من أبيات ديوان ابن المُقَرَّب العُيُوني، في حين مالَ أغلب الباحثين من المؤرِّخين على أنَّهم من الشيعة عبر العبارات المنقوشة على النُّقُود العيونية، وأمَّا حال عبد الله العيوني بين الطرفين فإنَّهم اعتمدوا على تحليل الأوضاع السياسية نظرًا لعدم سكِّ النقود العيونية في عهده وعدم توفُّر نصوص صريحة يُعبِّرُ فيها عن اعتقاده، وأمَّا القول بتسنُّنه فهذا القول الذي رجَّحه عدد من الأُدباء والمؤرِّخين من ضمنهم المؤرِّخ عبد الرحمٰن المديرس الذي رجَّح تسنُّن عبد الله العيوني عوضًا عن تشيُّعه نتيجة العلاقات العبَّاسية العيونية الذي اعتبرها دليلًا على سُنِّيَّة الدولة العيونية، واعتبرَ مخطوطة الخليفة الفاطمي المُستنصر بالله دليلًا على ادِّعاء عبد الله العيوني موالاته للخُلفاء الفاطميين دون اعتناق دعوتهم، ومال المؤرِّخ التُّركي ياسين كورناز إلى نفس الرأي ويرجِّحُ الأديب سامي جاسم المناعي تسنُّن عبد الله العيوني نتيجة إسهامته في إعادة بناء المساجد والمدارس الدينية التي هدمها القرامطة، ورجَّح الباحثون القائلون بتسنُّن عبد الله العيوني أن المدارس الدينية في عهده كانت تُدرِّس الفقه المالكي السُّني، ويرجِّح الأديب علي الخُضيري أنَّ الأسرة العيونية عامةً تعتنق المذهب السُّنِّي نتيجة خدمتهم للخلافة العبَّاسية عبر حماية طُرق الحج والتِّجارة، والتي كانت تُطبَّق في عهد عبد الله العيوني.

### القول بتشيُّعه

رسم توضيحي لدرهم من الدولة العيونية ضرب سنة 544 هـ/1148 م، يحمل اسم الحسن بن عبد الله العيوني ولقبه ، ويحمل الشَّهادتان والشهادة الثَّالثة الشِّيعيّة:.

استدلَّ الباحثون القائلون بتسنُّن عبد الله العيوني عبر تحليلهم للأوضاع السياسية في عهده وارتباطه الوثيق مع الخلافة العبَّاسية، في حين استدلَّ الباحثون القائلون بتشيُّع عبد الله العيوني عبر مخطوطة الخليفة الفاطمي المُستنصر بالله التي نصَّت على اعتناق عبد الله العيوني لعقيدة المُستنصر بالله بوصفه قائلًا: «عبد الله بن علي العلوي»، واعتبرها الباحث مُحمَّد محمود خليل دليلًا صريحًا على اعتناق عبد الله العيوني للتشيُّع، في حين شكَّك الباحث فيصل الوزَّان من مصداقية المخطوطة نظرًا لتضارب الأحداث السياسية فيها، ونجد الباحثين القائلين بتشيُّع عبد الله العيوني يستشهدون أيضًا بالنصوص المنقوشة على النُّقود العيونية في عهد ابنه الحسن التي تحمل شعارات التشيُّع: «علي وليُّ الله»، والتي من خلالها أقرَّ الباحث نايف الشرعان بتشيُّع أفراد الأسرة العيونية ودولتها، ووافقه على ذلك عددٌ من الباحثين مثل محمد محمود خليل، وفيصل الوزَّان.

## الهوامش
1: نسبةً إلى بني عيذ بن مُر بن الحارث.
2: نسبةً إلى بني عبد القيس.
3: نسبةً إلى بني ربيعة بن نزار.
4: نسبةً إلى مدينة العيون حيث مكان نشأته.
5: يُسمى القائد السَّلجوقي أُرتُق بن أَكْسَب التَّرْكَماني في المصادر العُيُونية بـ«أكسك سلار».
6: على الرُّغم من عدم ذِكر اسم أبو مُسَيَّب صراحةً إلا أنَّ الباحث فيصل الوزَّان يُرجِّح تسميته بعَلِيّ مُعتمدًا على شرح ديوان ابن المُقرَّب لعبد الخالق الجنبي.
7: قُتِلَ في حياة والده عبد الله العيوني أثناء مواجهته القرامطة في إحدى المعارك.

### فهرس المراجع
منشورات
عربيَّة
1. ↑  الشرعان (2002)، ص. 46.
2. 1 2 3 4 5  الزركلي (2002)، ج. 4، ص. 105.
3. 1 2  المديرس (2002)، ص. 84.
4. ↑  الوزان (2019)، ص. 112.
5. ↑  ابن المقرب (1988)، ص. 348.
6. ↑  الملا (2014)، ص. 138.
7. ↑  الوزان (2019)، ص. 111.
8. ↑  الملا (2014)، ص. 136.
9. ↑  المديرس (2002)، ص. 78.
10. ↑  آل خليفة (1982)، ص. 14.
11. ↑  طقوش (2014)، ص. 184.
12. ↑  خليل (2006)، ص. 86.
13. ↑  خليل (2006)، ص. 88.
14. ↑  الملا (2014)، ص. 153.
15. ↑  خليل (2006)، ص. 89.
16. ↑  آل خليفة (1982)، ص. 16.
17. 1 2  الوزان (2019)، ص. 129.
18. 1 2  الشرعان (2002)، ص. 49.
19. ↑  المديرس (2002)، ص. 90.
20. 1 2  آل خليفة (1982)، ص. 17.
21. 1 2  خليل (2006)، ص. 101.
22. ↑  الوزان (2019)، ص. 130.
23. ↑  المديرس (2002)، ص. 91.
24. ↑  الملا (2014)، ص. 157.
25. ↑  الوزان (2019)، ص. 135.
26. ↑  خليل (2006)، ص. 108.
27. ↑  المديرس (2002)، ص. 94.
28. ↑  خليل (2006)، ص. 110.
29. ↑  آل خليفة (1982)، ص. 18.
30. ↑  الوزان (2019)، ص. 136.
31. ↑  الشرعان (2002)، ص. 52.
32. ↑  الوزان (2019)، ص. 137.
33. ↑  الوزان (2019)، ص. 138.
34. ↑  الملا (2014)، ص. 161.
35. ↑  المديرس (2002)، ص. 97.
36. ↑  الملا (2014)، ص. 159.
37. ↑  خليل (2006)، ص. 106.
38. ↑  خليل (2006)، ص. 128.
39. ↑  المديرس (2002)، ص. 98.
40. ↑  خليل (2006)، ص. 130.
41. ↑  الوزان (2019)، ص. 143.
42. 1 2 3  الملا (2014)، ص. 163.
43. 1 2  خليل (2006)، ص. 146.
44. 1 2  خليل (2006)، ص. 150.
45. ↑  الوزان (2019)، ص. 146.
46. 1 2 3  آل خليفة (1982)، ص. 21.
47. ↑  خليل (2006)، ص. 152.
48. ↑  ابن المقرب (1988)، ص. 57.
49. 1 2  المديرس (2002)، ص. 106.
50. 1 2 3  الملا (2014)، ص. 164.
51. ↑  العماري (1993)، ص. 46.
52. ↑  الوزان (2019)، ص. 147.
53. ↑  ابن لعبون (1988)، ص. 64.
54. ↑  الملا (2014)، ص. 162.
55. ↑  ابن المقرب (1988)، ص. 534–535.
56. ↑  الشرعان (2002)، ص. 55.
57. ↑  المديرس (2002)، ص. 153.
58. ↑  المديرس (2002)، ص. 161.
59. 1 2  الوزان (2019)، ص. 158.
60. ↑  المديرس (2002)، ص. 165.
61. ↑  المديرس (2002)، ص. 168.
62. 1 2  خليل (2006)، ص. 148.
63. ↑  المديرس (2002)، ص. 176.
64. ↑  خليل (2006)، ص. 296.
65. ↑  المديرس (2002)، ص. 95.
66. ↑  خليل (2006)، ص. 298.
67. ↑  الخالدي (2011)، ص. 13.
68. ↑  المديرس (2002)، ص. 107.
69. ↑  خليل (2006)، ص. 321.
70. 1 2  المستنصر بالله (1954)، ص. 179.
71. ↑  خليل (2006)، ص. 324.
72. 1 2  الوزان (2019)، ص. 134.
73. 1 2  رمضان (2008)، ص. 326.
74. ↑  المديرس (2002)، ص. 181.
75. ↑  المناعي (1982)، ص. 67.
76. ↑  الخضيري (1981)، ص. 96.
77. ↑  الشرعان (2002)، ص. 224.
78. ↑  خليل (2006)، ص. 350.
79. ↑  الوزان (2019)، ص. 283.
80. 1 2 3 4  خليل (2006)، ص. 85.
81. ↑  خليل (2006)، ص. 92.
82. ↑  الوزان (2019)، ص. 395.

تُركيَّة
1. ↑  KURNAZ (2023), p. 270.
2. 1 2  KURNAZ (2023), p. 273.
3. ↑  KURNAZ (2023), p. 279.

مواقع وب
عربيَّة
1. ↑  "نهاية الدولة العيونية في البحرين". الدرر السنية. مؤرشف من الأصل في 2024-04-01. اطلع عليه بتاريخ 2024-06-11.
2. ↑  عبد الله الشايب (4 نوفمبر 2021). "مسجد الجعلانية "انموذج لطراز العمارة الأحسائية في القرنين الرابع والخامس الهجري"". تراث الأحساء. مؤرشف من الأصل في 2021-11-06. اطلع عليه بتاريخ 2024-06-12.
3. ↑  الأنصاري، جلال بن خالد الهارون (3-2011). "قلعة تاروت". مجلة الواحة. ع. 60. مؤرشف من الأصل في 16 أكتوبر 2017. {{استشهاد بخبر}}: تحقق من التاريخ في: |تاريخ= (مساعدة)
4. ↑  "انتشار المذهب المالكي في دولة الكويت". المذهب المالكي في بلاد البحرين. مؤرشف من الأصل في 2024-01-20. اطلع عليه بتاريخ 2024-06-15.

### بيانات المراجع (مُرتَّبة حسب تاريخ النشر)
الكُتُب
العربيَّة
- المستنصر بالله الفاطمي (1954)، السِّجلَّات المُستنصريَّة: سِجلات وتوقيعات وكتب لمولانا الإمام المستنصر بالله أمير المؤمنين صلوات الله عليه، إلى دُعاة اليمن وغيرهم قدس الله أرواح جميع المؤمنين، تحقيق: عبد المنعم ماجد، القاهرة: دار الفكر العربي، OCLC:6810330، OL:44506681M، QID:Q126629204
- علي بن عبد العزيز الخضيري (1981)، علي بن المقرَّب العيوني: حَيَاته وَشِعرُه (ط. 1)، بيروت: مؤسسة الرسالة، LCCN:82961062، OCLC:13830367، QID:Q126684795
- سامي جاسم عبد العزيز المناعي (1982)، ابن مقرب العيوني: شاعر الخليج العربي في العصور الإسلامية (ط. 1)، مصر: مطبعة الجبلاوي، LCCN:84960588، OCLC:15053213، OL:3017153M، QID:Q123828377
- حمد بن لعبون (1988)، تاريخ حَمَد بن مُحمَّد بن لُعْبُون الوائلي الحنبلي النَّجدي (ط. 2)، الطائف: مكتبة المعارف، OCLC:4770400315، QID:Q125539458
- علي بن المقرب العيوني (1988)، ديوان ابن المقرَّب، تحقيق: عبد الفتاح محمد الحلو (ط. 2)، السعودية: مكتبة التعاون الثقافي، OCLC:122703712، QID:Q125972337
- فضل بن عمار العماري (1993)، ابن مقرب وتاريخ الامارة العيونية في بلاد البحرين (ط. مجهول)، الرياض: مكتبة التوبة، OCLC:30014825، OL:17104586M، QID:Q126478116
- خير الدين الزركلي (2002)، الأعلام: قاموس تراجم لأشهر الرجال والنساء من العرب والمستعربين والمستشرقين (ط. 15)، بيروت: دار العلم للملايين، OCLC:1127653771، QID:Q113504685
- عبد الرحمن بن مديرس المديرس (2002). الدولة العُيُونيَّة في البَحْرَيْن: 469-636هـ/1076-1238م. الرياض: دارة الملك عبد العزيز. ISBN:9960-693-81-3. LCCN:2003346798. OCLC:52358413. OL:20126399M. QID:Q118072568.
- نايف بن عبد الله الشرعان (2002). نُقُود الدَّولة العيُونيَّة في بلاد البحْرين. الرياض: مركز الملك فيصل للبحوث والدراسات الإسلامية. ISBN:9960-726-91-6. LCCN:2003346824. OCLC:52146542. OL:19361341M. QID:Q118247592.
- محمد محمود خليل (2006). تاريخ الخليج وشرق الجزيرة العربية المسمى إقليم البحرين: في ظل حكم الدويلات العربية (العيونيين-العصفوريين-بني جروان-سلطنة هرمز-الجبور) (ط. 1). القاهرة: مكتبة مدبولي. ISBN:977-208-592-5. LCCN:2006308817. OCLC:70634495. OL:16272475M. QID:Q118669529.
- عاطف منصور محمد رمضان (2008). النقود الإسلاميّة: أهميتها في دراسة التاريخ والآثار والحضارة الإسلامية (ط. 1). القاهرة: زهراء الشرق. ISBN:977-314-342-2. LCCN:2008532164. OCLC:304154627. OL:24022099M. QID:Q120170526.
- خالد بن عزام بن حمد الخالدي؛ إيمان بنت خالد الخالدي (2011). السلطنة الجبرية: في نجد و شرق الجزيرة العربية (ط. 1). بيروت: الدار العربية للموسوعات. ISBN:978-9953-563-16-9. LCCN:2011332519. OCLC:705005796. OL:25365932M. QID:Q120997896.
- عبد الرحمن بن عثمان بن محمد الملا (2014). تاريخ الإمارة العيونية في بلاد البحرين (ط. 1). الخبر: الدار الوطنية الجديدة. ISBN:978-9960-691-79-4. LCCN:2016339576. OCLC:958224607. OL:44587747M. QID:Q118210223.
- محمد سهيل طقوش (2014). تَارِيخ الزَّنْج وَالقَرَامِطَة وَالحَشَّاشِين (ط. الأولى). بيروت: دار النفائس للطباعة والنشر والتوزيع. ISBN:978-9953-18-534-7. OCLC:1230084579. QID:Q107182454.
- فيصل عادل الوزان (2019). بلاد البحرين في فترة الإمارتين العُيونية والعُقيلية: دراسة لتاريخ الخليج العربي في مرحلة ما بعد القرامطة 440 - 800 هـ / 1050 - 1400 م. ترجمة: حكمت درباس (ط. 1). مدينة الكويت: دار المرقاب. ISBN:978-9921-9707-1-5. LCCN:2020348658. OCLC:1120731318. QID:Q125866331.

الدوريات المُحكَّمة
العربيَّة
- عبد الله بن خالد بن علي آل خليفة (1982). "دراسة في دولة العيونيِّين: العيونيُّون يجهزون على القرامطة في الأحساء". الوثيقة ع. 1: 12–35. ISSN:1816-1677. OCLC:8575855547. QID:Q125853534.

التُّركيَّة
- Yasin Kurnaz (2023). "Uyûnîler Emirliği Siyasî Tarihi (469/1070-636/1239)". Abant İzzet Baysal Üniversitesi İlahiyat Fakültesi Dergisi (بالتركية). 11 (2): 268–281. DOI:10.33931/DERGIABANT.1330036. ISSN:2148-0494. OCLC:10071074634. QID:Q127049649.

## وصلات خارجية
- فراس الطيب. "العيونيون في البحرين". تاريخ الحكام والسلالات الحاكمة. مؤرشف من الأصل في 2024-03-01.

| ألقاب ملكية | ألقاب ملكية                | ألقاب ملكية        |
| ----------- | -------------------------- | ------------------ |
| سبقه --     | أمير العيونيِّين 1076 - 1126 | تبعه مُحمَّد بن الفضل |